# Centreville (Maryland)
Pour les articles homonymes, voir Centreville.
La ville de Centreville est le siège du comté de Queen Anne, situé dans le Maryland, aux États-Unis.